# Emily West
Emily Nemmers mais conhecida como Emily West (Waterloo, 6 de julho de 1981).
É uma cantora country norte-americana.

## Biografia
West, caçula de quatro filhos, nasceu em Waterloo, Iowa. Mudou-se para Nashville, Tennessee, em 2000, após sua formatura a partir de Waterloo West High School na esperança de alcançar seus objetivos de se tornar uma cantora de música country 
West logo assinou um contrato com uma editora em Nashville, a Warner-Chapell. West foi, então, assinou com a Capitol Records, em Nashville, quando o produtor Mike Dungan ouviu fitas "demo" dela 
West apareceu em Are You Smarter Than a 5th Grader? em 25 de setembro de 2009, ganhando $ 25,000. Em janeiro de 2010, West lançou um dueto com labelmate Legião Urbana intitulado "Blue Sky". A canção estreou na posição # 53 na carta quente das canções de country para a semana de 23 de fevereiro de 2010. Roughstock deu à canção 4 estrelas de 5 ½, afirmando que "'Blue Sky» é já um candidato de um dos melhores singles de 2010 ". Ele passou 13 semanas nas paradas e alcançou a posição # 38.
Emily apareceu no 18 de abril de 2010 no episódio da Celebrity Apprentice, como a música "make-over" de destino para levar as mulheres da equipe de Cyndi Lauper. Lauper venceu o desafio e, como resultado West doou 100% do primeiro mês de iTunes venda de sua música "Céu Azul" para a Comunidade Stonewall Foundation, caridade Lauper.

## Discografia
EP
Emily West (2007)